# Ökotainment
Ökotainment, auch englisch: Ecotainment, ist ein aus Ökologie (bzw. Ecology) und Entertainment zusammengesetztes Kofferwort. Der Begriff bezeichnet eine unterhaltsam aufbereitete Darstellung ökologischer Sachverhalte, mit denen emotionale Botschaften für einen nachhaltigen Konsum vermittelt oder thematisiert werden.
Der Ansatz wurde 1999 von Martin Lichtl geprägt, der anregte, Nachhaltigkeit und Umweltschutz mit positiven Emotionen zu verbinden. Die Zielgruppe von Ecotainment sind ökologisch wenig interessierte Menschen, die zugleich ausgeprägt konsumorientiert sind. „Um deren Aufmerksamkeit zu gewinnen, soll zugunsten emotionaler Inszenierungen auf eine argumentative Kommunikation komplett verzichtet werden.“

## Anwendung
Das Konzept Ökotainment/Ecotainment ist zwischen Infotainment und Edutainment angesiedelt. Ökologische Fragen und Informationen werden im Umwelt-Marketing, in der Umweltbildung und in Massenmedien leicht verständlich, unterhaltsam, mitunter multimedial und interaktiv dargeboten. Ein Beispiel ist auch die Ökotainment-Kolumne von Martin Unfried.
Ein weiterer Anwendungsbereich sind Computerspiele und interaktive Spiele im Internet, wie die britischen World without Oil und Fate of the World.